# Say You’ll Be There
Say You’ll Be There (englisch für „Sag, dass du da sein wirst“) ist ein Lied der britischen Girlgroup Spice Girls. Es war im Oktober 1996 ihre zweite Veröffentlichung nach ihrer Debütsingle Wannabe (Juli 1996).

## Entstehung und Veröffentlichung
Say You’ll Be There entstand in Zusammenarbeit der fünf Gruppenmitglieder Victoria Adams, Melanie Brown, Emma Bunton, Melanie Chisholm und Geri Halliwell mit dem Songwriter Eliot Kennedy. Produziert wurde das Lied von Andy Watkins und Paul Wilson, Mitglieder des britischen Musikproduzenten-Teams Absolute.
Die Single wurde am 14. Oktober 1996 in Großbritannien in drei Singleversionen veröffentlicht. Die erste, eine CD-Maxi-Single, enthielt den Single-Mix des Titels, einen Remix des Plattenproduzenten Junior Vasquez, eine Instrumentalversion und den Non-Album-Track Take Me Home, den die Gruppe ebenfalls zusammen mit Absolute geschrieben hatte. Die zweite Version, die im Digipak erschien, kam mit einem signierten Poster und enthielt den Single-Mix sowie drei Club-Remixe des Titels, die von Vasquez, D Mob und Linslee Campbell produziert wurden. Die dritte Version war eine Kassetten-Single, die den Single-Mix, den Main Pass-Remix von Junior und Take Me Home enthielt. Die Singleveröffentlichung in Nordamerika erfolgte am 6. Mai 1997.

## Hintergrund
Laut Melanie B handelt das Lied von Beziehungen – ob freundschaftlich oder romantisch – und davon, füreinander da zu sein. Sie kommentierte dazu in der Band-Biographie Real Life: Real Spice–The Official Story: „Man muss nicht immer ‚Ich liebe dich‘ sagen, denn wichtig ist, dass man füreinander da ist.“ Melanie C bemerkte im selben Buch, dass die Inspiration für das Lied von ihren eigenen Erfahrungen der Spice Girls als Gruppe kam.

## Inhalt
Say You’ll Be There ist ein in einem mittleren Tempo (108 Schläge pro Minute) gehaltener Dance-Popsong mit R&B-Einflüssen. Das Lied enthält zwei Strophen, die erste wird von Bunton und Brown, die zweite von Halliwell gesungen. Adams singt die jeweiligen Einleitungen zum Refrain. Nach dem zweiten Refrain folgt eine Bridge, die ein instrumentales Zwischenspiel mit einem Mundharmonika-Solo enthält, das Kritiker mit dem Werk von Stevie Wonder verglichen. Das Lied endet mit einer Coda, in der die Gruppe den Refrain wiederholt singt, bis das Lied allmählich ausklingt, während Chisholm Ad-lib-Gesänge zwischen den Harmonien der anderen Gruppenmitglieder hinzufügt.
Die Instrumentierung umfasst einen Drumcomputer mit synkopierten Handclaps und einen markanten Synthesizersound sowie sparsamen Einsatz von Rhythmusgitarre und Bass, Streicherglissandi und einem Vibraphon, womit sich Anklänge an Westcoast-Hip-Hop oder G-Funk bemerkbar machen. Fast alle Instrumente wurden von Paul Wilson und Andy Watkins (Absolute) eingespielt, das Mundharmonika-Solo steuerte Judd Lander (bekannt durch den Hit Karma Chameleon von Culture Club) bei.

## Plagiatsvorwürfe
Im Dezember 1996 geriet Say You’ll Be There in den Mittelpunkt einer Kontroverse, als die israelische Sängerin Idit Shechtman die Gruppe beschuldigte, ihr Lied Bo Elai (בוא אלי) kopiert zu haben, ein angeblich ähnliches Lied, das ein Jahr zuvor in Israel veröffentlicht worden war. Shechtman engagierte Anwälte und drohte mit einer Klage. Ein Sprecher der Spice Girls erklärte später: „Wo es einen Hit gibt, gibt es auch eine Klage. Es gibt immer jemanden, der aus dem Nichts auftaucht und behauptet, einen Hit geschrieben zu haben. Wir freuen uns darauf, sie vor Gericht zu sehen.“
Zudem weist der Refrain von Say You’ll Be There eine sehr ähnliche Melodie wie der Refrain des Liedes What U R 2 Me der US-amerikanischen R&B-Group After 7 auf. Der amerikanische Singer-Songwriter Jonathan Buck alias Jon B., der diesen Titel für das dritte Album von After 7, Reflections, das im Juli 1995 erschien, schrieb und produzierte, drohte daher ebenfalls mit rechtlichen Schritten gegen die Spice Girls und Kennedy. Nach einer außergerichtlichen Einigung wurde Buck später auf der Spice-Girls-Kompilation Greatest Hits (2007) sowie auf der Neuauflage des Albums Spice, die 2021 zu dessen 25-jährigem Jubiläum veröffentlicht wurde, als zusätzlicher Songwriter des Liedes genannt.

## Musikvideo
Das Musikvideo zu Say You’ll Be There wurde am 7. und 8. September 1996 in der Mojave-Wüste in Kalifornien unter der Regie von Vaughan Arnell gedreht. Es zeigt die Gruppe als Kriegerinnen, die Kampfkünste und hochtechnologische, von Ninjas inspirierte Waffen einsetzen, um einen hilflosen Mann, gespielt vom US-amerikanischen Model Tony Ward, der zufällig in einem blauen Dodge Charger Daytona auftaucht, gefangen zu nehmen. In ihrer Rolle als Kriegerin trägt jedes Spice Girl einen speziellen Kampfnamen: Chisholm spielt „Katrina Highkick“, Halliwells Alter Ego ist „Trixie Firecracker“, Bunton übernimmt die Rolle von „Kung Fu Candy“, „Blazin’ Bad Zula“ ist das Alter Ego von Brown und Adams spielt „Midnight Miss Suki“. Letztere ist dabei in einem schwarzen PVC-Catsuit gekleidet, der angeblich die Aufmerksamkeit ihres zukünftigen Ehemanns David Beckham erregt haben soll.
Die Gefangennahme von Ward fungiert als Symbol männlicher Entmachtung, genau wie der Rest des Clips dazu dient, die Macht und Kampffähigkeiten der Frauen zu betonen. Am Ende des Videos nimmt die Gruppe zusätzlich einen verwirrten Mann gefangen, der in seinem Pick-up auftaucht. Die Spice Girls fesseln ihn auf das Autodach und fahren mit ihm als Trophäe davon. Da diese Szenen für Kontroversen sorgten, existiert eine alternative Version des Videos, in der sie durch andere Aufnahmen mit Kampfszenen der Spice Girls ersetzt wurden.
Das Video gewann den Preis für das beste Pop-Video bei der Smash Hits Poll Winners Party 1996, den Preis für das britische Video des Jahres bei den BRIT Awards 1997 und wurde für den Viewer’s Choice Award bei den MTV Video Music Awards 1997 nominiert. Es gewann die Auszeichnung Fan.tastic Video bei den Billboard Music Video Awards 1997 und wurde außerdem in den Kategorien Best New Artist in a Video und Best Pop/Rock Video nominiert. Im Januar 1999 erreichte das Musikvideo Platz 8 in der VH-1-Sendung All-Time Greatest Music Videos in History.

## Kommerzieller Erfolg

### Chartplatzierungen
Say You’ll Be There avancierte zum Nummer-eins-Hit im Vereinigten Königreich und Finnland. Darüber hinaus erreichte es Top-10-Platzierungen in Frankreich, Neuseeland und Norwegen (je Rang 2), Belgien-Wallonien und den Vereinigten Staaten (Rang 3), Schweden und der Schweiz (je Rang 4), den Niederlanden (Rang 6), Österreich (Rang 7) oder auch Belgien-Flandern (Rang 8). In Deutschland platzierte sich Say You’ll Be There auf Rang 16.
| ChartsChartplatzierungen       | Höchstplatzierung | Wochen |
| ------------------------------ | ----------------- | ------ |
| Deutschland (GfK)              | 16 (14 Wo.)       | 14     |
| Österreich (Ö3)                | 7 (12 Wo.)        | 12     |
| Schweiz (IFPI)                 | 4 (14 Wo.)        | 14     |
| Vereinigte Staaten (Billboard) | 3 (21 Wo.)        | 21     |
| Vereinigtes Königreich (OCC)   | 1 (21 Wo.)        | 21     |

| ChartsJahrescharts (1996)    | Platzierung |
| ---------------------------- | ----------- |
| Vereinigtes Königreich (OCC) | 4           |

| ChartsJahrescharts (1997)      | Platzierung |
| ------------------------------ | ----------- |
| Vereinigte Staaten (Billboard) | 28          |

### Auszeichnungen für Musikverkäufe
| Land/Region                  | Auszeichnungen für Musikverkäufe (Land/Region, Auszeichnung, Verkäufe) | Verkäufe  |
| ---------------------------- | ---------------------------------------------------------------------- | --------- |
| Australien (ARIA)            | Gold                                                                   | 35.000    |
| Belgien (BRMA)               | Gold                                                                   | 25.000    |
| Frankreich (SNEP)            | Gold                                                                   | 250.000   |
| Neuseeland (RMNZ)            | Platin                                                                 | 10.000    |
| Norwegen (IFPI)              | Gold                                                                   | 10.000    |
| Vereinigte Staaten (RIAA)    | Gold                                                                   | 900.000   |
| Vereinigtes Königreich (BPI) | 2× Platin                                                              | 1.200.000 |
| Insgesamt                    | 5× Gold · 3× Platin ·                                                  | 2.430.000 |

Hauptartikel: Spice Girls/Auszeichnungen für Musikverkäufe

## Coverversionen
- 2009: Ben l’Oncle Soul
- 2014: MØ
- 2016: Resaid
- 2019: Frida Ånnevik – Det jeg vil ha (fra deg)
- 2021: Martina DaSilva & Michael Stephenson